# Staw Garncarski
Staw Garncarski – jezioro o powierzchni 3,5 hektara na Wzniesieniach Górowskich, w obrębie miasta Górowo Iławeckie, na wschód od rynku. 
Jezioro posiada różną roślinność. Na środku akwenu znajduje się wyspa. Staw jest otoczony ulicami: Nadbrzeżną, Krasickiego, Armii Krajowej i Polną.
W południowo-zachodniej części nabrzeża znajduje się promenada. Na akwenie zlokalizowano dwa mola pływające dla wędkarzy: w części północnej oraz od strony skweru im. Sybiraków.